# Telița Nouă, Anenii Noi
Telița Nouă este o localitate din componența comunei Telița din raionul Anenii Noi, Republica Moldova.
Conform recensământului din 2004, populația numără 19 de oameni, dintre care 12 bărbați și 7 femei. Toți cei 19 locuitori s-au declarat de naționalitate moldovenească.